# Endura
L'endura (de l'occità, privació o dejuni) era una pràctica del catarisme que no s'aplicà gaire sovint. Era una espècie de suïcidi gens menyspreable: deixar la vida per amor a Déu.
Al segle xiii va succeir que els càtars que odiaven el món i que només tenien uns dies de vida morien de fam després de rebre el consolamentum perquè ja no podien recitar el Parenostre abans de menjar o beure, com exigien les regles del catarisme. Temien tornar al pecat i perdre el benefici del consolamentum.
L'endura consistia en morir de fam o a vegades de fred. Mai no va ser imposat, ni tan sols estimulat pels càtars perfectes, ja fos als fidels o a ells mateixos.
Es va desenvolupar principalment al final del segle xiii al comtat de Foix, sota la influència del pastor càtar Peire Authié, en el moment en què la Inquisició perseguia als càtars, perfectes o simples, per a condemnar-los a la foguera.